# João Cândido de Morais
João Cândido de Morais (Angra do Heroísmo, 7 de março de 1841 — Sintra, 10 de julho de 1895), bacharel em Matemática pela Universidade de Coimbra em 1868, coronel de Engenharia do Exército Português, político, professor, empreendedor e empresário, pioneiro da electricidade em Portugal.

## Biografia
Nasceu em Angra do Heroísmo, filho do Dr. Cândido José de Morais, natural de Coimbra, e de Maria Cândida, natural de Vila Franca do Campo. Destinado a seguir a vida militar, assentou praça no Exército Português em 1858, em Lisboa, onde frequentou a Escola Politécnica. Frequentou depois a Universidade de Coimbra, obtendo o bacharelato em Matemáticas em 1868, passando a integrar a arma de Engenharia.
No seu percurso militar, foi promovido a alferes em 1867: Como engenheiro militar, foi promovido a tenente em 1869; a capitão em 1873; a major em 1881; a tenente-coronel em 1885; e finalmente a coronel em 1891.
Desempenhou várias comissões do serviço público. Prestou serviço no Ministério das Obras Públicas onde foi chefe de tracção na direcção fiscal de exploração dos caminhos-de-ferro e chefe de secção na Direcção das obras Públicas do Distrito de Lisboa. Em 1874 foi nomeado director do Serviço das Obras Públicas do Distrito da Horta.
Com espírito empreendedor, embora nem sempre com êxito, foi empresário de relevo, tendo fundado e dirigido a Companhia de Electricidade, empresa que realizou as primeiras experiências de iluminação pública eléctrica na cidade de Lisboa.
Também se dedicou à engenharia civil, tendo fundado uma empresa de consultadoria denominada Consultório de Engenharia Civil e Arquitectura. Foi o introdutor da moderna indústria de fabrico de vitrais e Portugal.
Foi professor do Instituto Industrial de Lisboa, estabelecimento onde foi lente da 5.ª cadeira (Mecânica) e regeu a cadeira de Construção de Máquinas.
Filiado no Partido Progressista foi deputado pelo círculo eleitoral da Horta nas legislaturas de 1870, 1871 e 1872-1874 e ainda em 1880 e 1881. Foi par do reino eleito pelo distrito da Horta em 1887.
Colaborou anonimamente em diversas publicações científicas, políticas e literárias. Com o seu nome publicou uma obra sobre a história natural dos Açores.
É recordado na toponímia do Estoril onde existe a Rua Engenheiro João Cândido de Morais.